# ハクチョウ
ハクチョウ（白鳥、swan）とは、カモ科の7種の水鳥の総称。シベリアやオホーツク海沿岸で繁殖し、冬季は温暖な日本などへの渡りをおこない越冬する大型の渡り鳥である。
現生の空を飛ぶ鳥の中では最大級の重量を有している。
おとなしいイメージもあるが、子育て中の野生個体は警戒心が強くなっており、雛を捕まえようとした人間を追い払う例も報告されている。
日本語のハクチョウは、文字通り「白い鳥」という意味だが、名称に反してハクチョウ属には「黒い鳥」である「コクチョウ」も存在する。
寿命は野生で最長20年ほど、飼育状態では20年から30年ほどである。

## 日本におけるハクチョウ
現在は「白鳥」という漢名が一般的だが、「くぐい（鵠）」の古称をもち、「日本書紀」垂仁天皇の条などに記載がある。ヤマトタケルは、死後に白鳥になったという伝承があり、日本では古くから親しまれている鳥である。
「優雅に泳ぐ白鳥も水面下では激しく足を動かしている」というフレーズが、漫画『巨人の星』の作中で登場人物の台詞として語られたことから有名になっているが、これは原作者の梶原一騎による創作であり、実際にはそれほど激しく足を動かしているわけではない。実際には、尻にある尾腺から分泌される油を羽繕いで羽に塗りつけ、撥水性を持たせている。これによって羽毛の間に水が浸入せず、浮力を得られる仕組みになっている。
餌付けされていない野生の白鳥は、マコモの茎や根、稲の落穂や水中の藻等を、水と一緒にすくいながら食べる。

### 地域
日本にはオオハクチョウとコハクチョウが越冬のために渡ってきて、北海道や本州の湖沼、河川等で過ごす。晩秋から初冬に渡来し、春には飛去する。青森県・島根県・東京都千代田区・新潟県新潟市・阿賀野市の県鳥および区鳥・市鳥である。
北海道で主に見られるのは、オホーツク地方、函館地方、小樽周辺（余市など）である。　

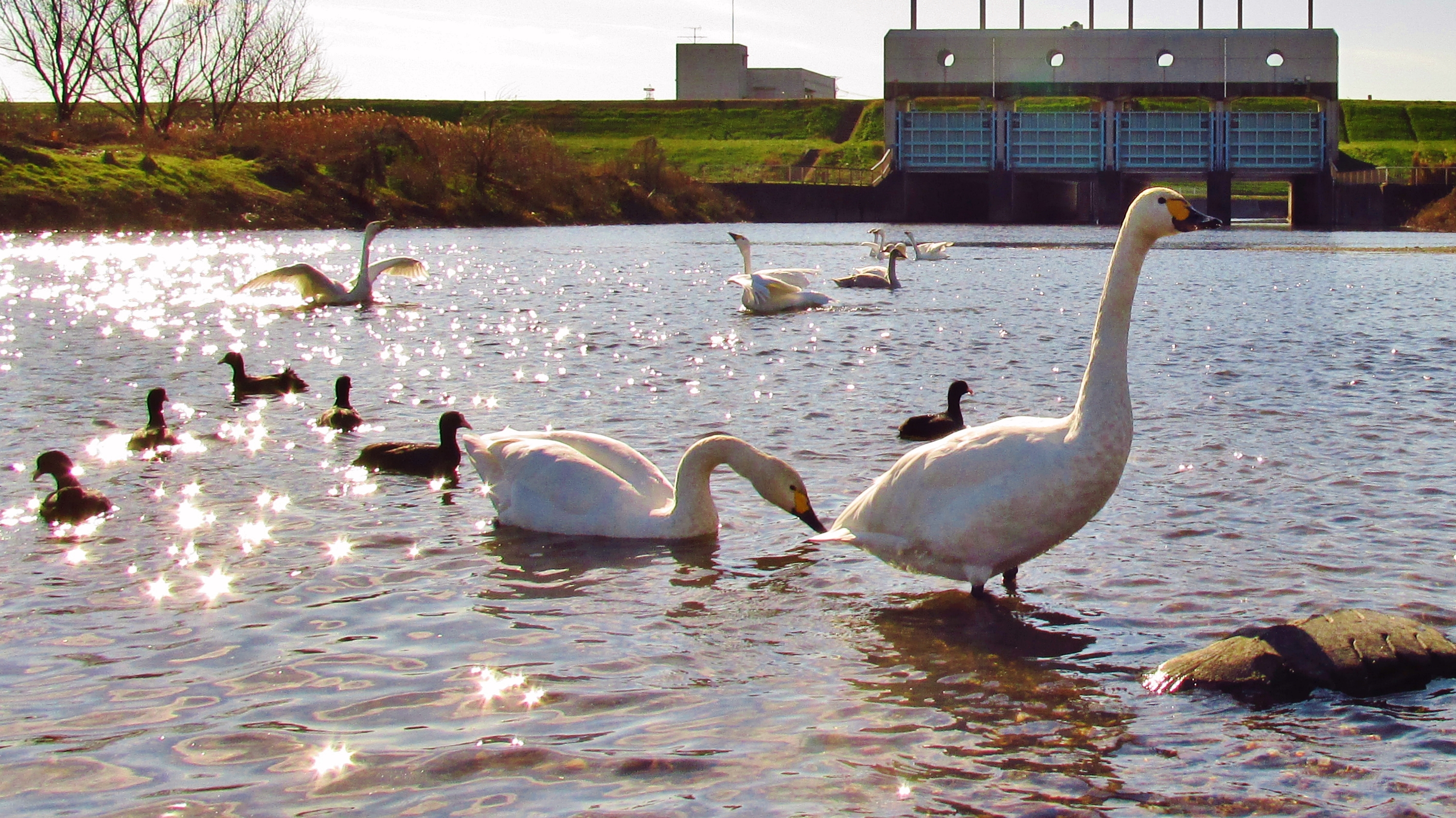
埼玉県川島町に毎年飛来するコハクチョウの群れ（越辺川左岸で撮影）。

青森県東津軽郡平内町浅所海岸のハクチョウは、「小湊のハクチョウおよびその渡来地」として国の特別天然記念物に指定されている。
新潟県阿賀野市の瓢湖はハクチョウの飛来により2008年にラムサール条約に登録されている。新潟には他に福島潟・五十公野公園のます潟・佐潟・三条市下田などにハクチョウが多く飛来している。
埼玉県川島町は都心近郊ながら人為的撹乱の比較的少ない豊かな水場環境が残されていることから、毎年多くのコハクチョウが飛来、越冬する。都心から1時間弱で訪れることができるエリアにありながら、自然に近い河川環境のなかで、見物客が至近距離から白鳥に餌やりをしたり、写真撮影をしたりして自由に楽しめる貴重な観光スポットになっている。都市公園の池や皇居のお堀とは異なり、自然環境における野生に近い生態を観察できることから、写真愛好家などが多く訪れており、都心近郊にある「白鳥の町」として知られている。川辺だけでなく、河川敷の内外にある刈り取り後の田んぼや小麦畑で、穀物の種などを啄んでいる姿も観察できる。多い年には、50羽ほど飛来することもある。

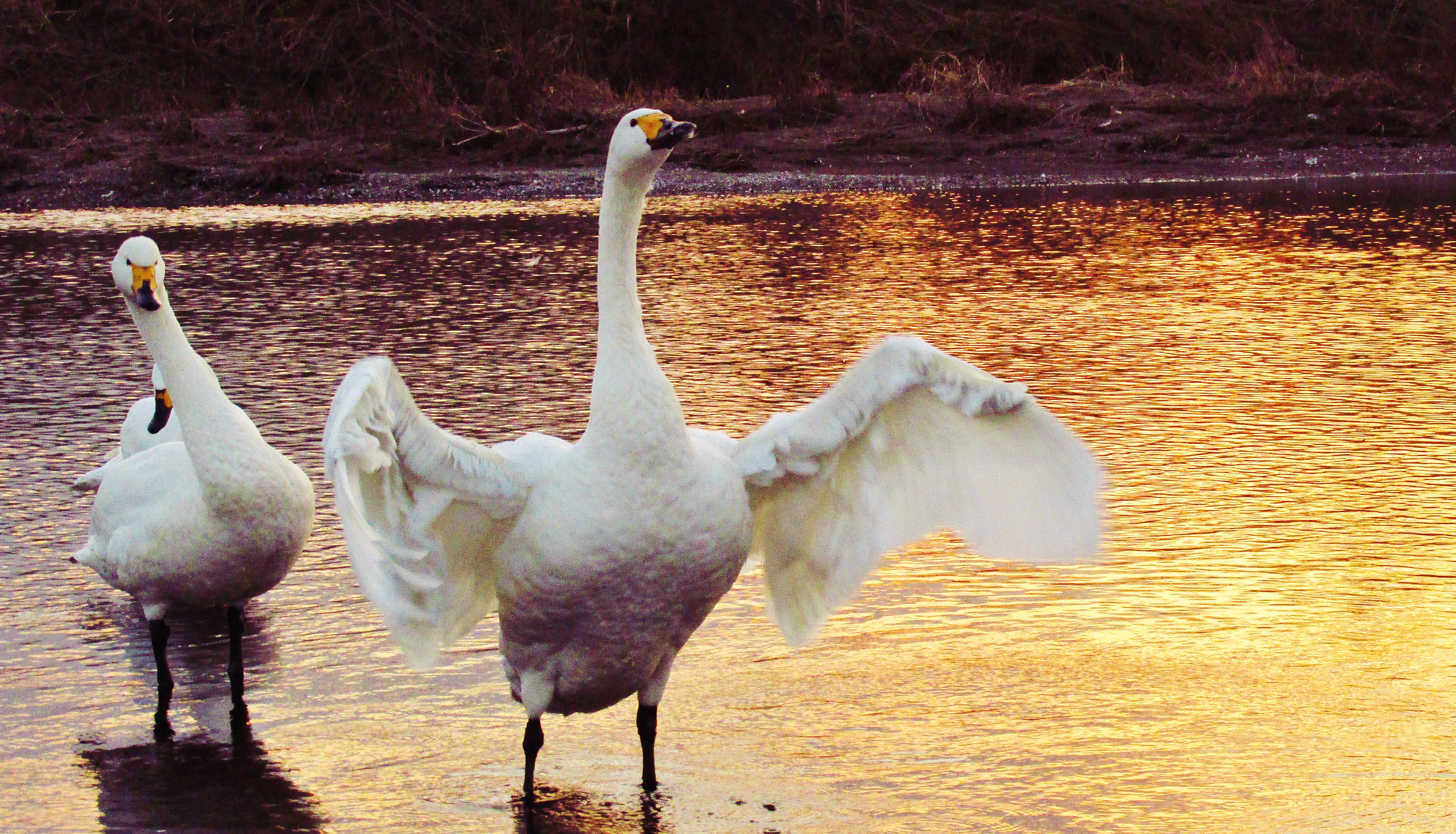
餌を求めて見物客の至近距離に詰め寄って来て、アピールする様子（埼玉県川島町、越辺川左岸）

川島町に飛来するコハクチョウの群れは、広大な河川敷と浅瀬の多い河川で、野生に近い生活を送っているが、来訪者が多いことから人間に慣れており、餌やりをしに来た見物客が持参したパンや菓子類の袋の音を聞きつけると、マガモなど他の渡り鳥といっしょに、一斉に、岸辺に向かって殺到する。見物客から餌をもらうと、我先にと、猛烈な勢いで食らいつく。“コハクチョウ”とはいえ、成鳥は巨体であり、立ち上がって岸辺に接近し、長い首を伸ばして詰め寄られると、けっこうな迫力がある。至近距離で大きな羽を広げてアピールされると、怖く感じるほどである。羽撃きの力も強いので、給餌の際には注意を要する。
各地の公園の池に周年いるハクチョウは、コブハクチョウ。元ヨーロッパを中心に生息していたものを飼育したものや、半野生化したものである。

## ギャラリー

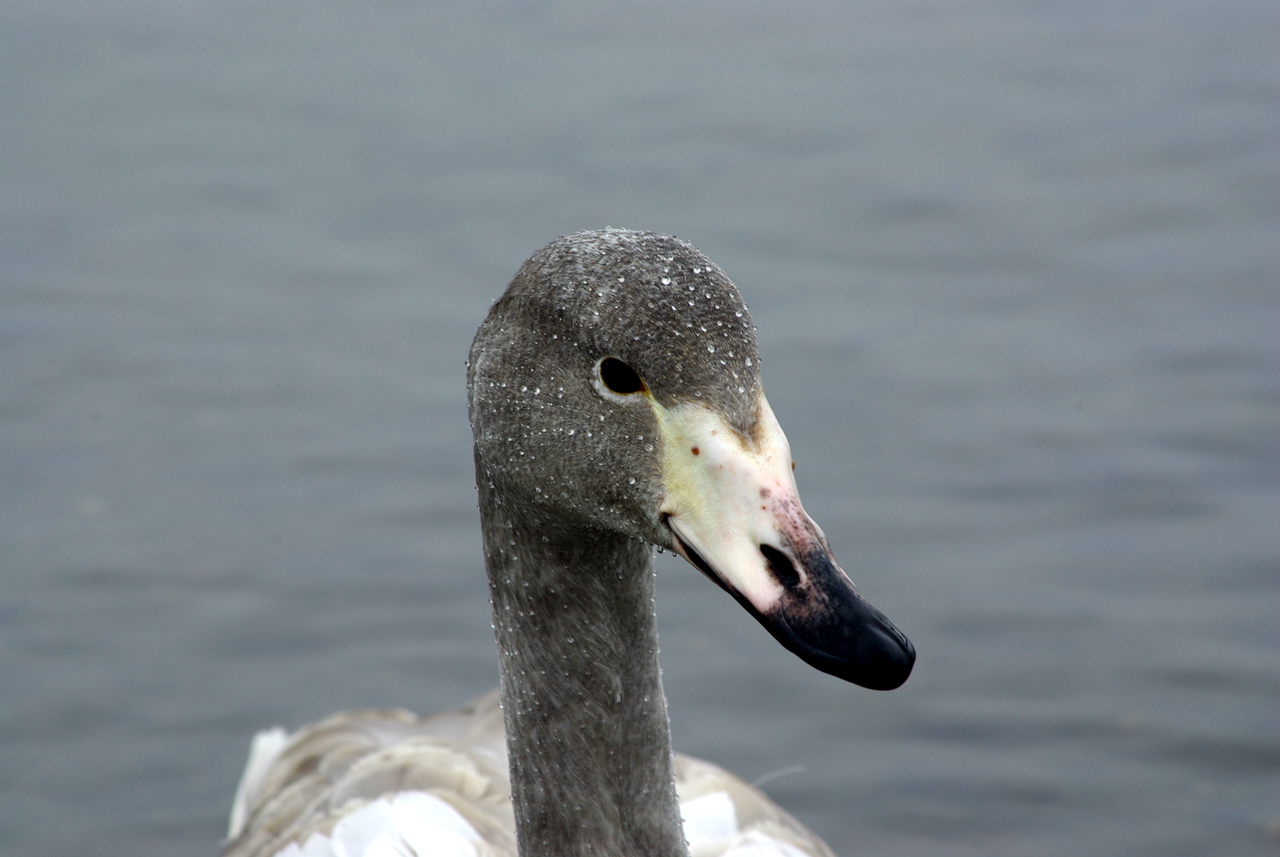
オオハクチョウの幼鳥
印西市のハクチョウ
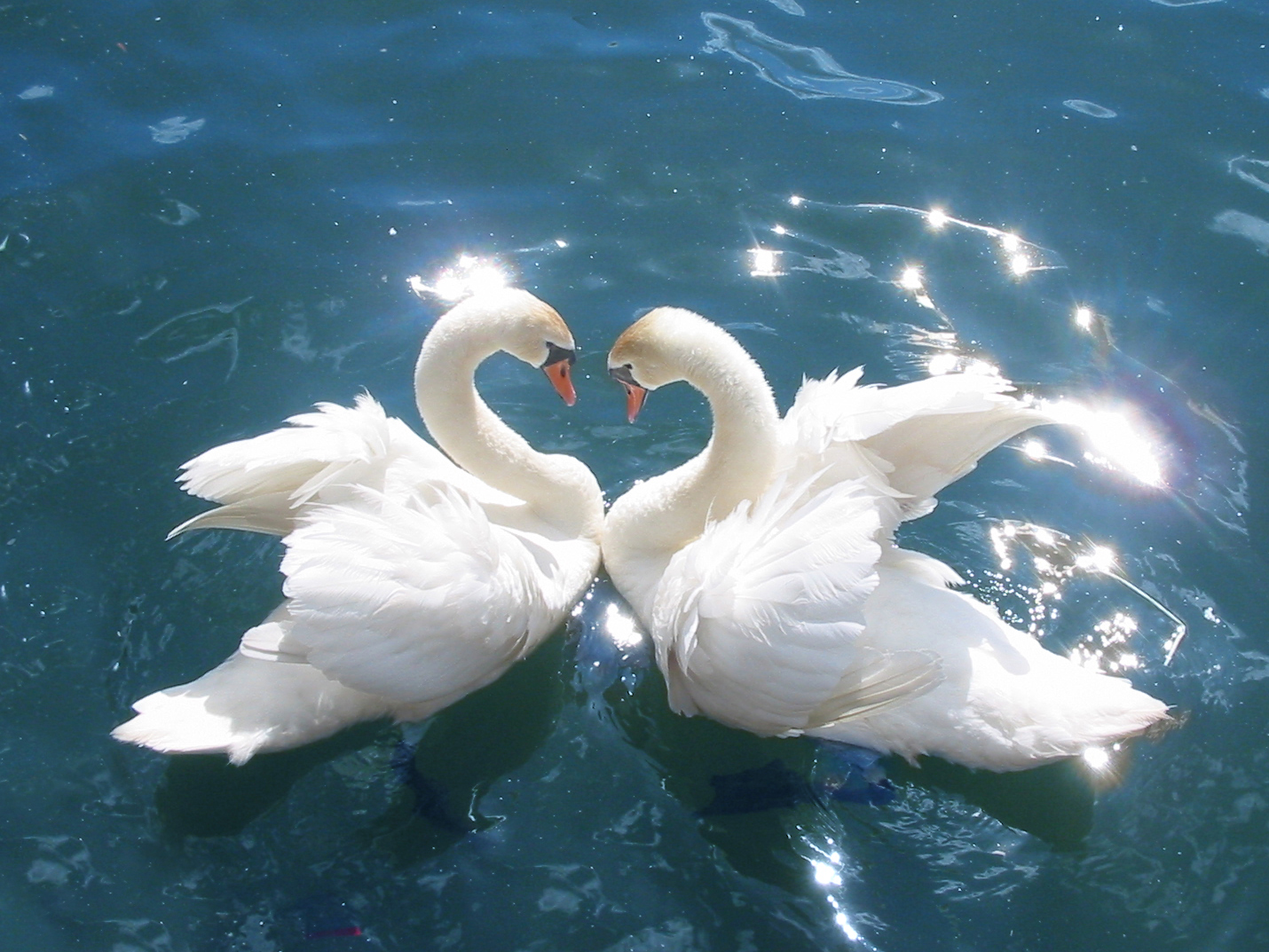
二羽のハクチョウ
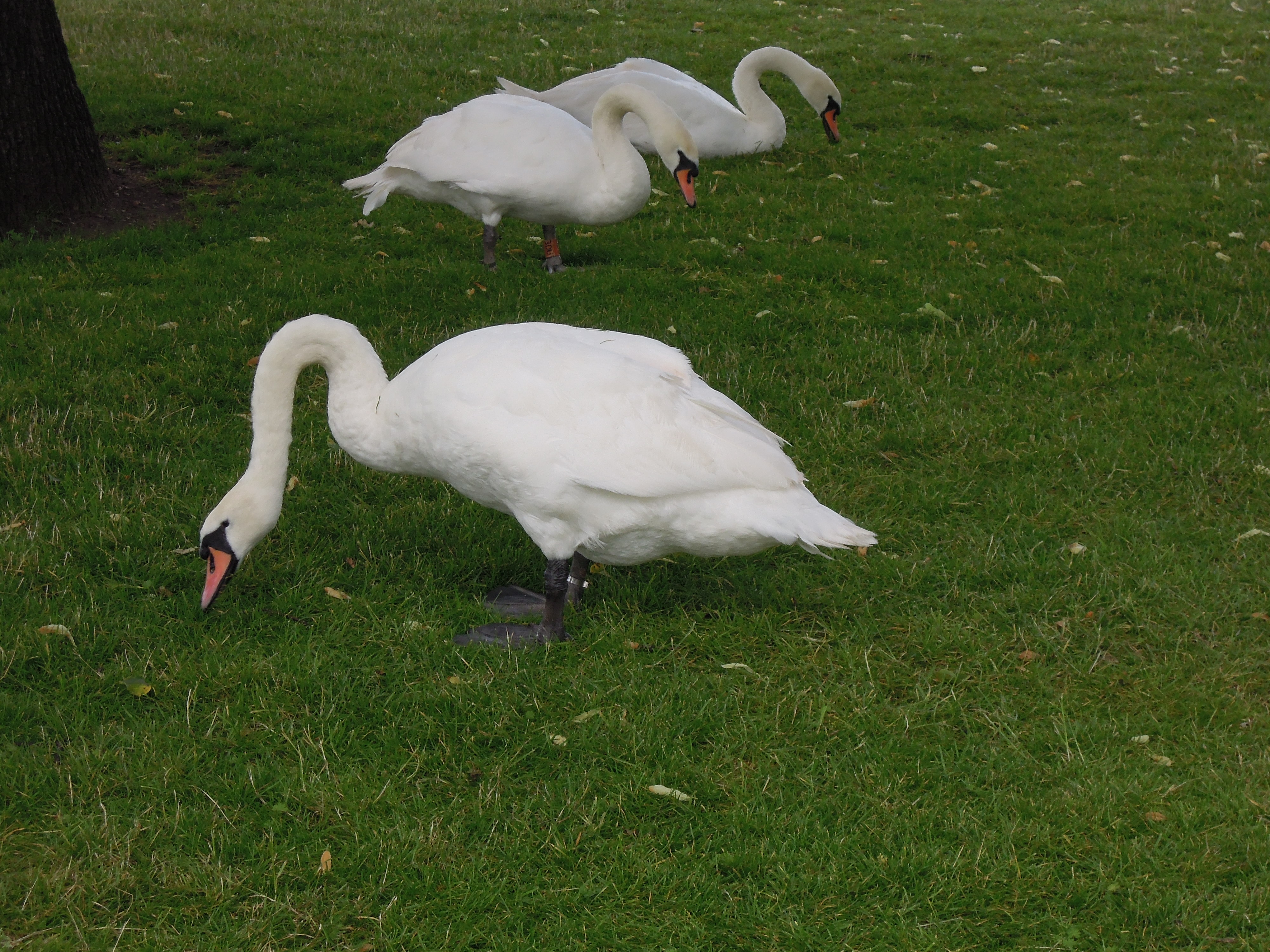
陸に上がり草を食べるハクチョウ

## 文化
- レダと白鳥 -ギリシア神話の主神ゼウスが白鳥に変身しレダを誘惑したというエピソードと、それを題材にした芸術作品群。
- はくちょう座 -上記のギリシア神話を由来とする。
- 白鳥の湖
- みにくいアヒルの子 - アンデルセンによるハクチョウを題材にした童話。
- 白鳥調べ（スワン・アッピング） - 白鳥は全てイギリス王室の管理下であったことから、個体識別用の足輪を付ける作業が行われる[1]。